# Tomorrow Waltz
「Tomorrow Waltz」（トゥモロウ・ワルツ）は、 久保田利伸の34枚目のシングル。2010年1月27日にSME Recordsからリリースされた。

## 概要
前作「FLYING EASY LOVING CRAZY」より2年ぶりのシングル。『Timeless Fly』からの先行シングル。コラボ企画を除けば「君のそばに」以来、4年2か月ぶりとなった。
本作もDVD付の初回限定盤と通常盤との2形態で発売。
初回限定盤には「ooh wee Rida」のミュージック・ビデオを収録。
カップリング曲「STAR LIGHT」は、前年に逝去したマイケル・ジャクソンに対し感謝を込め制作された。偶然にもマイケルの代表曲「スリラー」の原題が「STAR LIGHT」であり、久保田本人も驚いたという。

## 収録曲
全作詞・作曲：久保田利伸
1. Tomorrow Waltz
  - 編曲：柿崎洋一郎
  - NHKドラマ『君たちに明日はない』主題歌
2. STAR LIGHT
  - 編曲：柿崎洋一郎
3. ooh wee Rida
  - 編曲：久保田利伸
  - クライスラー「グランドボイジャー」CMソング